# Canal+ 1 ...30
Canal+ 1 ...30 (antes Canal+ ...30) foi um canal privado de televisão por assinatura com a mesma programação que o Canal+ 1, mas com um atraso de meia hora.

## História
Este canal emite a mesma programação que o Canal+ 1, embora com um atraso de meia hora, permitindo aos telespectadores não perderem nenhuma da programação do Canal+.
O Canal+ ...30 começou a emitir em novembro de 2001, substituindo o sinal do Canal+ 16/9 situado no mesmo sintonizador da plataforma do Canal Satélite Digital (actual Canal+).
Em 8 de Julho de 2015, após o nascimento da Movistar+, o canal deixou de emitir.

## Disponibilidade
Canal+ 1 ...30 foi difundido exclusivamente no Canal+ (antigo Digital+), disponível em todos os pacotes de programação da plataforma.